# إرفين فون فتزليبن
جوب ويلهلم جورج اردمان إرفين فون فتزليبن (8 أغسطس 1944 4 ديسمبر 1881) ضابط ألماني، تقلد بحلول عام 1940 رتبة فيلد مارشال (عامة المشير)، وقائد جيش في الحرب العالمية الثانية. أحد المتآمرين البارزين في مؤامرة 20 يوليو لاغتيال أدولف هتلر،  كان من المقرر تعيينه ليصبح القائد الأعلى للفيرماخت في فترة ما بعد النازية لو نجحت المؤامرة.

## الحرب العالمية الثانية

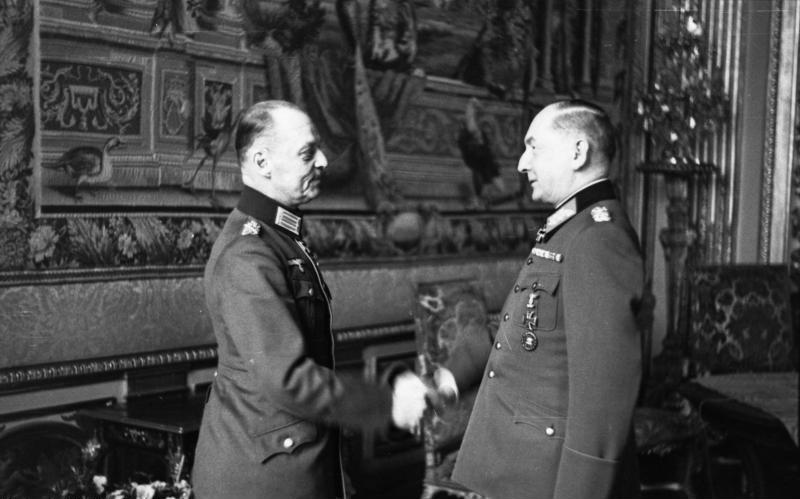
المشير جيرد فون روندستيدت وفتزليبن في فرنسا، مارس 1941

في سبتمبر 1939، أصبح فتزليبن غنرال أوبرست، تولى قيادة الجيش الأول المرابطة على الجبهة الغربية. عندما هاجمت ألمانيا فرنسا في 10 مايو 1940، كان الجيش الأول جزءًا من مجموعة الجيوش سي. في 14 يونيو، اخترقت خط ماجينو، وخلال ثلاثة أيام أجبر عدة فرق فرنسية على الاستسلام. لهذا، تم منح فتزليبن وسام الفارس الصليبي الحديدي. وفي 19 يوليو، تمت ترقيته إلى رتبة فيلد مارشال عام 1940.

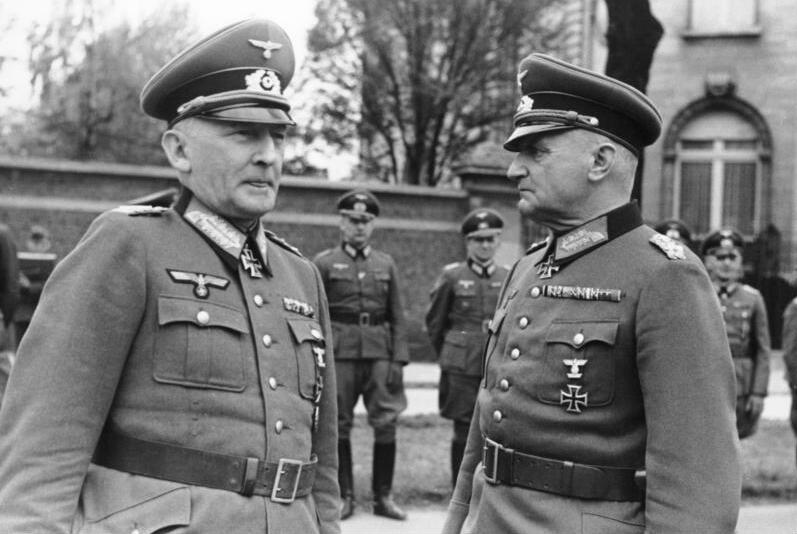
فتزليبن كقائد في قيادة الجيش الألماني في الغرب مع الجنرال أوبيرت كورت هاسي، قائد الجيش الخامس عشر، مايو 1941

في عام 1941 عُيَّن في منصب القائد الأعلى لقيادة الجيش الألماني في الغرب، خلفًا للجنرالغيرد فون رونتشتيت، ولكن بعد عام واحد فقط، أخذ إجازة من هذا المنصب لأسباب صحية. ومع ذلك، تزعم بعض المصادر أنه تقاعد مرة أخرى بالقوة في هذا الوقت بعد أن انتقد النظام بسبب غزوه للاتحاد السوفيتي في 22 يونيو 1941 في عملية بارباروسا.

## روابط خارجية
- إرفين فون فتزليبن على موقع مونزينجر (الألمانية)
- إرفين فون فتزليبن على موقع إن إن دي بي (الإنجليزية)
- إرفين فون فتزليبن على موقع ديسكوغز (الإنجليزية)

### اقتباسات
1. 1 2  Brockhaus Enzyklopädie | Erwin Witzleben (بالألمانية), OL:19088695W, QID:Q237227
2. ↑  Discogs | Erwin Von Witzleben (بالإنجليزية), QID:Q504063
3. ↑  Exponat: Photo: Witzleben, Erwin von, 1941–1944 at www.dhm.de نسخة محفوظة 5 أغسطس 2014 على موقع واي باك مشين.